# شمع (فیلم)
«شمع» (انگلیسی: The Candlemaker) یک فیلم پویانمایی محصول سال ۱۹۵۷ دربارهٔ کریسمس است.